# トラックかあちゃん
『トラックかあちゃん』は、1983年2月28日 - 4月15日にTBS「花王 愛の劇場」枠にて放送された昼ドラマである。テレビ映画。全35回。

## キャスト
- 芳江 …………… 長谷直美
- 卓也 …………… 大和田獏
- とめ …………… 賀原夏子
- 民吉 …………… 草野大悟
- マツ …………… 北城真記子
- 啓吉 …………… 小鹿番
- 島村 …………… 藤木悠
- 由利 …………… 山添三千代
- きよ子 ………… 木村有里
- 重行 …………… 陶隆司
- 婦長 …………… 石井富子
- 藤木 …………… 市原清彦
- たけ …………… 遠藤暁子
- タカシ ………… 多賀基史
- 黒田福美
- 志賀真津子
- 日野道夫
- 信沢三恵子
- 翠準子
- 小川より子
- 幸田直子
- 五月晴子
- 福山象三
- 平松慎吾
- 川端慎二
- 富川澈夫
- 三遊亭遊三
- 川島一平
- うえずみのる
- 大村千吉
- 西村淳二
- 吉水慶
- 叶年央
- 山崎猛
- 松尾文人
- 市東昭秀
- 鹿島信哉
- 菅沼赫

## スタッフ
- 原作：田中芳子
- 脚本：田口耕三
- 監督：窪川健造、奥村正彦
- 音楽：青山八郎
- 制作：東京映画、TBS

## 主題歌
- 「幸せは遠くても」（RCAレコード）
  - 作詞：水木かおる
  - 作曲：山路進一
  - 編曲：京建輔
  - 歌：水前寺清子

## 参考資料
- 「トラックかあちゃん」シナリオ決定稿
- 「テレビジョンドラマ」（放送映画出版）